# Calcio saponato
Il calcetto saponato o calcetto su sapone è un gioco ed una variante del gioco del calcetto che si gioca su un materasso gonfiabile di gomma dalle dimensioni minime di 9 metri per 6. L'intera area di gioco è cosparsa di acqua e sapone, particolare che rende instabile la posizione dei giocatori. La difficoltà e la bellezza del gioco consistono proprio nel correre e mantenere l'equilibrio sul fondo scivoloso.
Le regole assomigliano a quelle del normale calcio a 5: i tempi di gioco sono due, da dieci minuti ciascuno. Data la struttura del campo da gioco, è ammesso il gioco di sponda, e la rimessa laterale è prevista solo nel caso in cui la palla esca completamente dal campo. Contrariamente al normale calcio a cinque, le rimesse laterali si battono con i piedi, mentre i calci d'angolo con le mani.
I giocatori, cinque per squadra, devono indossare un casco di protezione e non possono porre in essere comportamenti antisportivi o pericolosi, pena l'ammonizione o, nei casi più gravi, l'espulsione. Ai giocatori non è consentito indossare calzini o altri indumenti ai piedi che possano impedire lo scivolamento sul campo. Ogni squadra ha un numero indefinito di riserve.

## Il blisghetto
Il blisghetto è il nome dialettale originale del calcio saponato, derivante dal dialetto modenese, e precisamente dal verbo blisghér, che significa "scivolare"; il neologismo blisghetto è un evidente calco del termine calcetto. 
Fin dalle origini, il torneo di blisghetto spilambertese ha previsto sia un campionato maschile sia un campionato femminile.
Regole proprie del blisghetto riguardano l'abbigliamento (si gioca in costume da bagno o indumenti molto leggeri, anche se molti giocatori consigliano l'uso di una doppia mutanda per prevenire le irritazioni dovute alle infiltrazioni di sapone), l'igiene e la sicurezza (si consiglia ai giocatori un accurato pedicure e manicure, e di non indossare anelli, braccialetti o altri ciondoli).

### Storia
Il nome blisghetto è proprio del calcio su sapone giocato nel paese di Spilamberto in provincia di Modena e negli immediati dintorni. Il gioco venne introdotto a Spilamberto verso la metà degli anni ottanta e da allora viene organizzato regolarmente da un gruppo di giovani che si tramandano questa passione. Negli ultimi anni, il Torneo di Blisghetto locale è organizzato dal Gruppo Giovani del Circolo ANSPI di Spilamberto, su base volontaria e senza scopi di lucro.
La XX edizione, giocata dall'11 al 20 giugno 2009, ha visto la partecipazione di ben 48 squadre maschili e 12 femminili, numeri che si manterranno anche nelle edizioni successive.
Per l'edizione 2014, per festeggiare i 25 anni di attività del famoso torneo, viene realizzato a grande richiesta un impianto di nebulizzazione dell'acqua, per permettere al pubblico di rinfrescarsi anche nelle giornate più calde della stagione. Ma le novità si susseguono di anno in anno: nel 2016, per esempio, è stato predisposto uno SKYBOX per godere delle partite di Euro 2016 in Francia.
Il record assoluto di squadre partecipanti spetta poi alla XXVI edizione in cui ai 48 classici posti disponibili per la competizione maschile (bruciati in poche ore) si aggiunge un'elevata richiesta di partecipazione del gentilsesso. Si raggiungono così le 18 squadre femminili, per un totale di 66 squadre iscritte.
La squadra campione in carica per il torneo maschile è "Atéint c'as sblesga", al secondo successo consecutivo, disputando una combattuta finale vinta con il risultato di 6-3 contro i "Puffi", vincitori della XX edizione. 
Il torneo femminile è vinto dalla formazione delle "Gin Toniche" battendo in finale le "A.C. Picchia".
Negli ultimi anni il numero di tornei è in continuo aumento. I più importanti sono, oltre al già citato torneo di blisghetto di Spilamberto (il più antico), quello di San felice sul panaro (il più grande d'italia per numero di squadre), il torneo "Pandora" che si disputa interamente in notturna nella piazza principale della città di Sassuolo, e il torneo di Lugo organizzato da un gruppo di ragazzi di GS residenti nella città stessa (anche se con regole leggermente diverse). 
Inoltre, all'inizio degli anni duemila, nacque il calcetto saponato di Villa Terracini a Osteria Nuova, che come ogni anno nel mese di Giugno, viene organizzato dai ragazzi del paese che si tramandano la tradizione e l'arte di costruzione del campo da gioco, custodita da loro gelosamente. 
Nell'ambito regionale, la prima edizione svolta nel 1996, necessita di una citazione il torneo da 32 squadre maschili e 16 femminili 'Calciosplash di Lizzana', organizzato dal GSP Lizzana, nella provincia di Trento. Nel 2019 si è svolta la ventesima edizione. Record di presenze nel pubblico che superavano le 3000 persone.

### Regole e organizzazione di un Torneo
Il Calcio Saponato ha delle regole ben precise:
- Si gioca in 2 squadre da 5 persone cadauna,
- Ogni squadra deve avere un portiere e 4 giocatori nel campo con ruoli non definiti e intercambiabili
- I tempi di una partita sono di 16 minuti, 8 minuti a tempo, con il cambio campo dei giocatori e 3 minuti di pausa da un tempo all'altro.
- Si devono indossare casacche di colore diverso per differenziare le 2 squadre

### Tecnica di costruzione
Negli ultimi anni, si sono molto diffusi campi prefabbricati e gonfiabili per il calcio su sapone. Il blisghetto originale, tuttavia, viene giocato su un campo artigianale, costituito da uno spesso fondo di paglia e da sponde sempre di paglia (formate dai cosiddetti balìni, cioè piccole balle di paglia legate a forma di parallelepipedo), il tutto coperto da un telone di plastica che viene poi abbondantemente innaffiato con acqua e sapone (detersivo).
Secondo gli organizzatori storici del blisghetto spilambertese la tecnica tradizionale di costruzione del campo, che viene di anno in anno affinata e migliorata, offre garanzie di comodità, giocabilità e sicurezza superiori a quelle dei campi gonfiabili o prefabbricati.